# 横断山脈

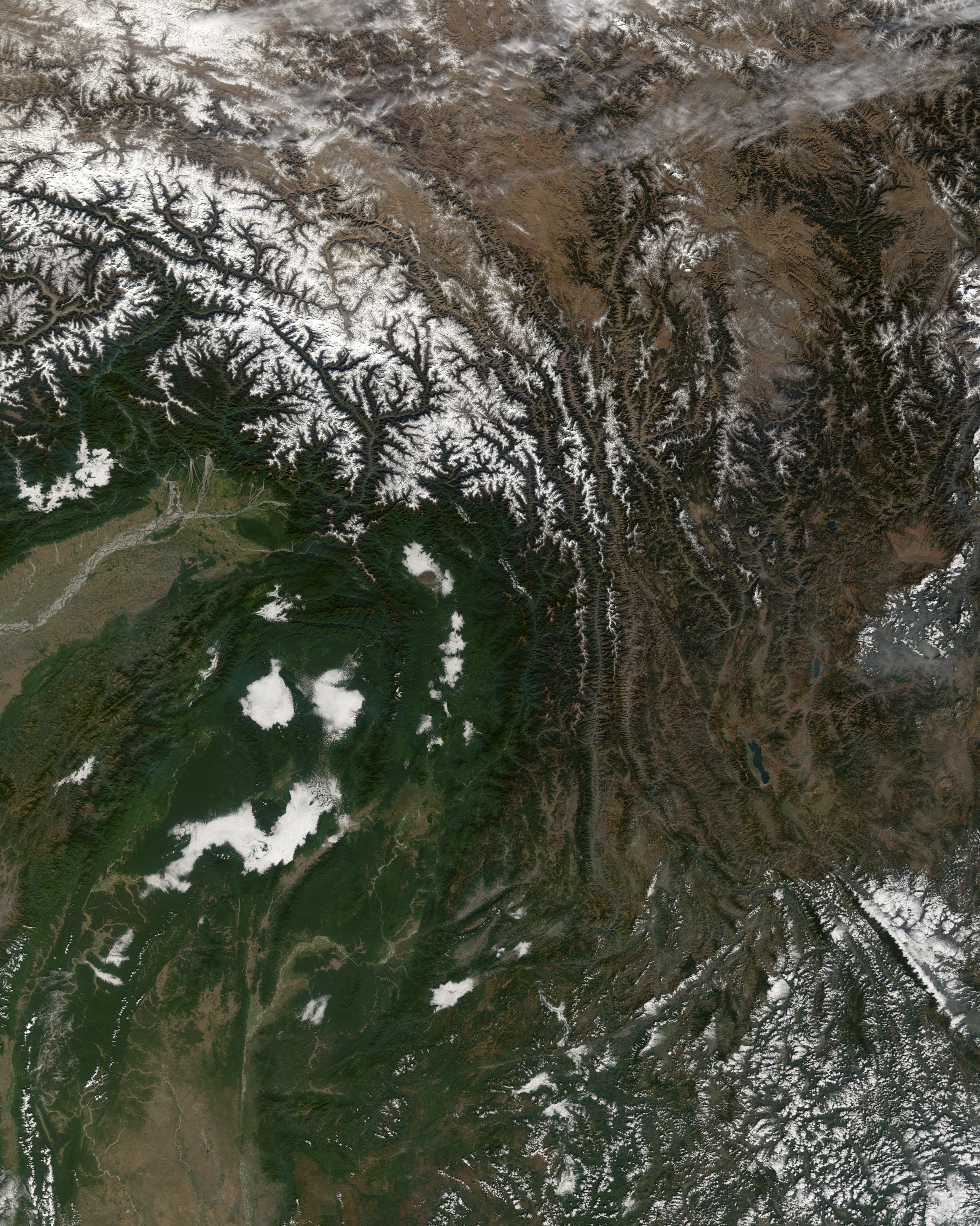
横断山脈付近の衛星写真

横断山脈（おうだんさんみゃく）は中華人民共和国南西部の山脈。チベット高原（青蔵高原）の南東に位置し、四川省西部、雲南省西部、チベット自治区東部の交わるあたりを南北方向に走っている山脈の総称である。
東には邛崍（キョウライ）山脈が、西には伯舒拉嶺（ボシュラ山脈）が走り、北はチャムド（昌都）・カンゼ（甘孜）・バルカム（馬爾康）を結ぶ線に達し、南は中国とミャンマーの国境地帯にあたる。面積は60万平方キロメートル以上。中国にある南北方向の山脈のうち、最も長く、最も幅広い山脈である。

## 名称
この地域は南北方向に延びる褶曲山脈や峡谷が多数縦断して並行しており、その山は高く谷は深い。漢族の住む中原や華南、四川盆地からの東西の交通を阻むように「横断」して立ちはだかるように見えることから「横断山脈」と名づけられた。

## 構成
横断山脈は複数の山脈で構成され、その間に多数の大河が流れる。東から西の順に、邛崍山脈、大渡河、大雪山脈、雅礱江、沙魯里山脈、金沙江（長江）、芒康山脈（寧静山脈）・雲嶺、瀾滄江（メコン川）、怒山、怒江（サルウィン川）、高黎貢山脈・伯舒拉山脈が並行している。ここからチベットのカム地方を「四水六崗」（チュシ・ガンドゥク、「四つの川と六つの山」）とも称する。

## 地質・地貌
横断山脈はヒマラヤ造山運動の時期にユーラシアプレートとインドプレートが衝突して形成された褶曲山脈である。大雪山脈の主峰・ミニヤコンカ（貢嘎山）は海抜7,556メートルに達し、横断山脈でも最高峰になっている。怒山山脈の梅里雪山も名高い。金沙江（長江源流）・瀾滄江（メコン川源流）・怒江（サルウィン川源流）の両岸は険しく切り立ち、典型的なV字谷をなしている。この三つの大河が並行する地域は三江併流と呼ばれ世界遺産にもなっている。
しかしこの地域は土石流・地すべり・がけ崩れなどの土砂災害が多いほか地震も頻繁に起こる。中国でも主要な地震帯でもある。

## 資源概況
横断山脈は中国でも重要な非鉄金属の産地である。金沙江・瀾滄江・怒江沿岸には100種類以上の金属が埋蔵されている。また攀枝花市一帯は中国で最も鉄鉱石の埋蔵量が多い地域である。
横断山脈は水資源の面でも中国にとって重要である。金沙江は、渇水時の計算では本流の落差が3,000メートルにも達する。巨大な水量と落差から、ダムによる水の貯蔵や水力発電なども行われている。
山脈は亜高山帯針葉樹林の深い森に覆われ、独特の豊かな生態系をなしている。